# 王法勤

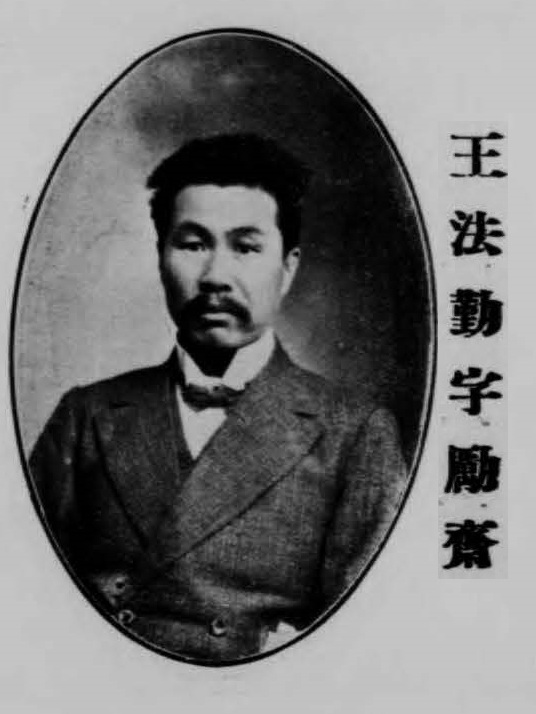
王法勤

王法勤（1870年—1941年5月28日），字励斋，笔名高阳酒徒，河北高阳人，中国近代政治人物。

## 生平
王法勤早年曾赴日本留学，后辍学回国。1907年出任直隶咨议局议员。此外他还参加同盟会，担任过京津同盟会纠察部部长。中华民国成立后，出任国民党直隶副支部长，并当选直隶临时省议会议员、中华民国第一届国会参议员。二次革命后追随孙中山，参与成立中华革命党、策划护法运动。1924年，参加国民党一大并当选国民党中央执行委员、北方执行部执行委员。同年，又任中华民国陆海军大元帅大本营参议。1926年，在国民党二大上继续出任中央执行委员。次年，在国民党二届三中全会上当选中央政治委员会委员。后又出任武汉国民政府委员、国民党中央商民部部长、劳工部长等职。1928年，任国民党中央政治会议北平政治分会委员等。此后加入追随汪精卫的改组派，曾与陈公博、顾孟余等成立中国国民党改组同志会。1930年，在改组派主导的北平扩大会议上任常务委员。1931年底宁、粤国民党妥协后，当选国民党第四届中央执行委员。1935年，又当选国民党第五届中央执行委员、抚恤委员会主任委员。1939年，出任国民党中央执行委员会常务委员。
1941年5月28日，王法勤在成都逝世，终年71岁。